# Amt Goldbeck

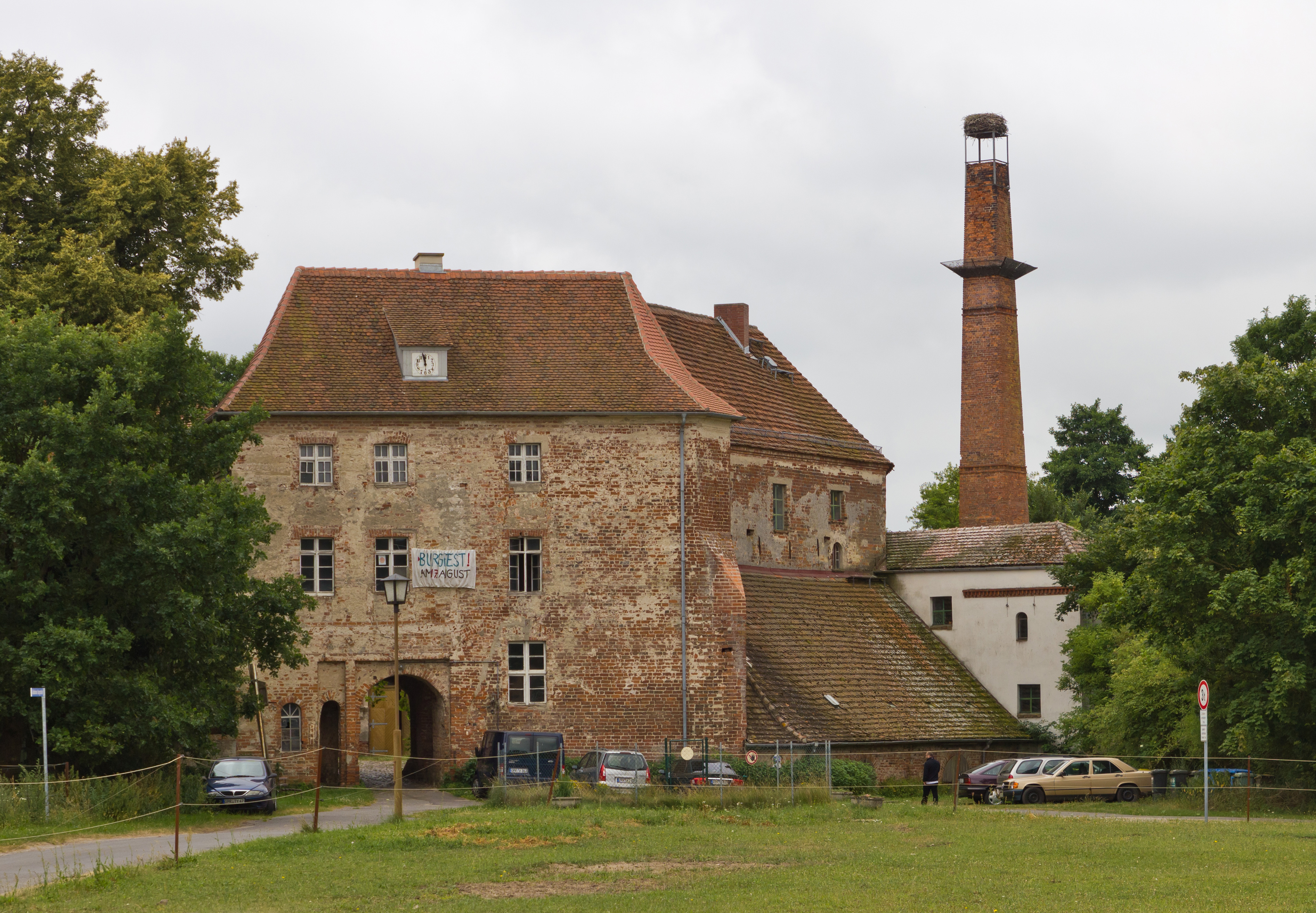
Burg Goldbeck, Sitz des Amtes Goldbeck

Das Amt Goldbeck war ein kurfürstlich-brandenburgisches, später königlich-preußisches Domänenamt mit Sitz auf der Burg Goldbeck (heute Ortsteil Goldbeck der Stadt Wittstock/Dosse im Landkreis Ostprignitz-Ruppin, Brandenburg). Die Burg Goldbeck mit Zubehör gehörte ursprünglich den Bischöfen von Havelberg, war aber bereits seit spätestens Anfang des 14. Jahrhunderts an die Grafen von Lindow-Ruppin weiter verlehnt. Mit dem Aussterben der Grafen von Lindow-Ruppin im Mannesstamm 1524 fiel Burg Goldbeck mit Zubehör an den brandenburgischen Kurfürsten Joachim I. als erledigtes Lehen, verblieb jedoch unter der Oberlehensherrschaft des Havelberger Bischofs. 1571 wurde das Hochstift Havelberg dem Kurfürstentum Brandenburg einverleibt. Die Oberlehensherrschaft des Havelberger Bischofs entfiel und die Burg Goldbeck wurde zunächst vom Kurfürsten weiter verliehen. 1687 kaufte sie der Kurfürst zurück und wandelte die Herrschaft in ein landesherrliches Amt, das Amt Goldbeck um. 1872 wurde das Amt Goldbeck aufgelöst.

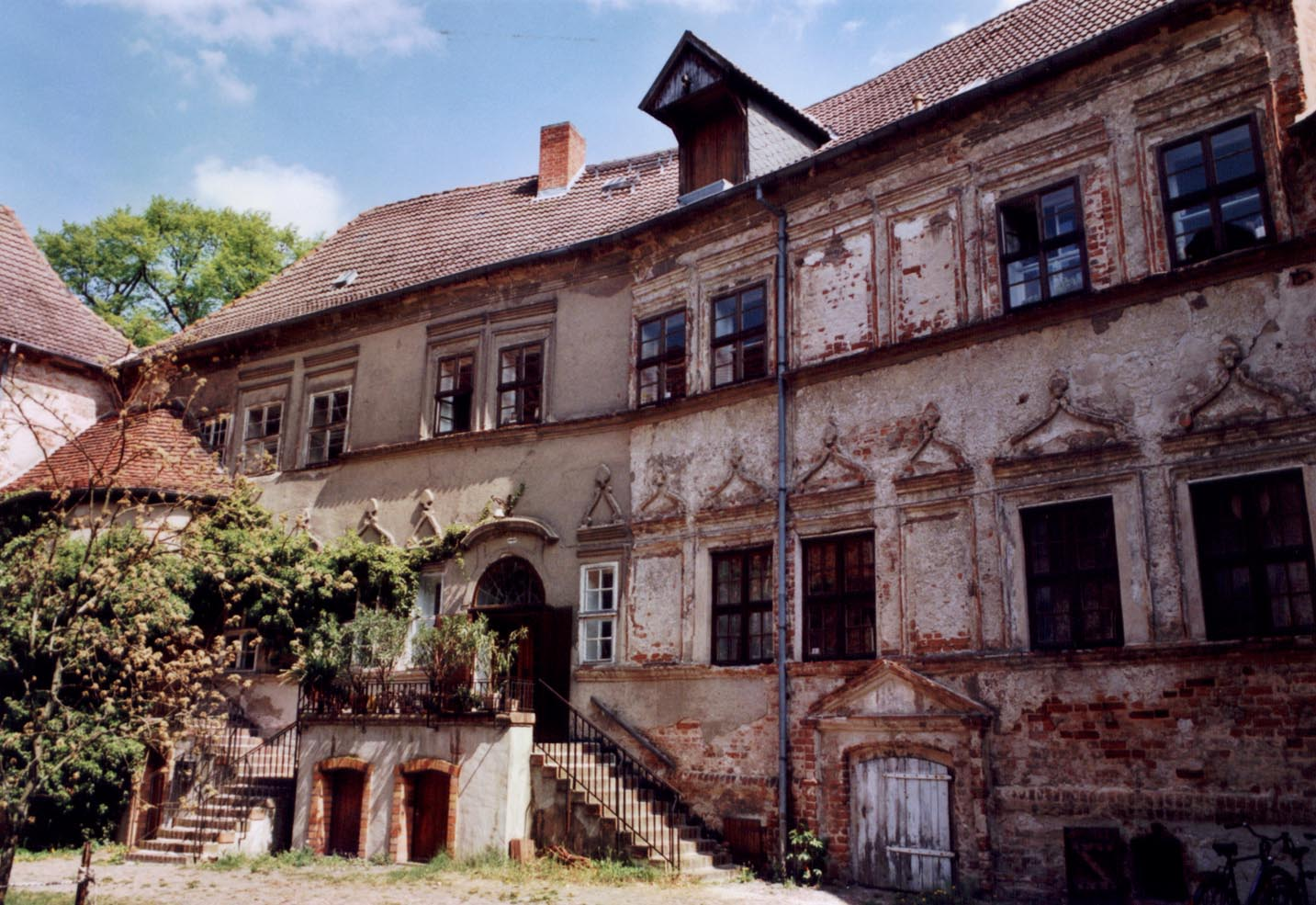
Innenhof der Burg Goldbeck

## Geschichte
Die Burg Goldbeck mit Zubehör (mit den Dörfern Gadow, Zootzen und Anteil an Groß Haßlow und den wüsten Feldmarken Buchholz, Luhme, Neuendorf, Repente und Kleinzerlang) war weltlicher Besitz des Bischofs von Havelberg (also des Hochstiftes Havelberg). Sie war aber bereits früh an die Grafen von Lindow-Ruppin verliehen. Diese wiederum verliehen die Burg Goldbeck und Zubehör weiter an ihre Vasallen. So sind von 1363 bis 1421 die v. Bosel, 1479 die v. Rohr auf der Burg Goldbeck bezeugt. 1325 verkauften die Grafen von Lindow das oppidum Dossow, das ursprünglich zum Zubehör der Burg Goldbeck gehörte.
Da die Grafen von Lindow Vasallen der brandenburgischen Markgrafen waren, fiel das Lehen nach dem Tod des letzten Grafen von Lindow 1524 an den Kurfürsten heim. Er musste die Herrschaft aber als Lehen des Havelberger Bischofs nehmen. 1538 war ein v. Putlitz Hauptmann auf der Burg Goldbeck. 1571 wurde das Bistum säkularisiert und damit entfiel auch die Oberlehensherrschaft des Bischofs Havelberg. Kurfürst Johann Georg war jedoch in chronischen Geldnöten und verlieh daraufhin die Herrschaft Goldbeck an den Amtshauptmann Georg v. Blankenburg. Dieser starb 1622 kinderlos und die Herrschaft wurde vom Kurfürsten Georg Wilhelm dem Konrad v. Burgsdorf verliehen. Nach dessen Tod 1652 erhielt sein Bruder Johann Ehrentreich v. Burgsdorf die Herrschaft Goldbeck. Johann starb 1656 nur vier Jahre nach seinem Bruder Konrad. Goldbeck ging nun an Konrad's Tochter Margarethe Catharina von Burgsdorff (* 1637; † 1692), die dreimal verheiratet war. Ihr erster Mann war der kurbrandenburgische Hof- und Kammergerichtsrat Ludwig von Kanitz (oder Canitz) (* 1626; † 1654) aus der preußischen Linie dieser Familie. In zweiter Ehe war sie mit dem Generalfeldmarschall Joachim Rüdiger von der Goltz (1620–1688) verheiratet. Die Ehe wurde 1674 geschieden. Und danach heiratete sie in dritter Ehe den normannischen Adligen Pierre Brunboc de Larrey/Laray. 1687 kaufte Kurfürst Friedrich Wilhelm (Brandenburg) die Herrschaft Goldbeck von der Margaretha Catharina Freifrau von Brunboc de la Ray. Goldbeck wurde nun ein landesherrliches Amt. 1725 wurden die abgelegenen Ortschaften Luhme, Repente und Kleinzerlang vom Amt Goldbeck abgetrennt und dem Amt Zechlin überwiesen. Ab 1803 trat die Familie Freyer/Freier als Pächter des Amtes auf und stattete sich mit weiteren gutsherrlichen Besitz wie Hoppenrade aus, wurde 1840 als von Freier nobilitiert.

## Zugehörige Orte
Nach dem Ortschaftsregister von 1817 gehörten zum Amt Goldbeck:
- Blandikow (Blantikow, Dorf) (heute ein Ortsteil der Gemeinde Heiligengrabe). Um 1817 hatte das Amt hier keinen Besitz mehr. 1685 gab das Amt seine Anteile an das Amt Wittstock ab, während das Amt Wittstocke seine Anteile am Dorf Groß-Haßlow an das Amt Goldbeck abtrat.
- Friedrichsgüte (Vorwerk). 1664 war auf der Feldmark des auf jeden Fall vor 1525 wüst gefallenen Dorfes Buchholz eine Walkmühle vorhanden, die 1780 abgerissen wurde. 1778 wurde hier ein Vorwerk und eine Kolonie angelegt. 1846 ist neben der Kolonie wieder eine Walkmühle angelegt worden.
- Gadow (Dorf) (heute ein Ortsteil der Stadt Wittstock/Dosse). Das mittelalterliche Dorf war zu einem nicht genau bekannten Zeitpunkt wüst gefallen, war jedoch bis 1525 wieder aufgebaut.
- Goldbeck (Amtsvorwerk) (heute ein Ortsteil der Stadt Wittstock/Dosse)
- Groß Haßlow (Groß Hasslow, Dorf) (heute ein Ortsteil der Stadt Wittstock/Dosse). 1685 gab das Amt Goldbeck seine Anteile an Blandikow das Amt Wittstock ab, während das Amt Wittstock seine Anteile am Dorf Groß-Haßlow an das Amt Goldbeck abtrat, sodass Groß Haßlow dann ganz zum Amt Goldbeck gehörte.
- Neuendorf (Vorwerk) (heute Wohnplatz der Stadt Wittstock/Dosse). Das mittelalterliche Dorf Neuendorf war um 1364 noch bewohnt, 1525 wird es als wüst bezeichnet, die Feldmark wurde von den Bauern von Gadow und Zootzen genutzt. 1628 wurde auf der wüsten Feldmark eine Schäferei angelegt. Diese wurde im 18. Jahrhundert in ein Vorwerk umgewandelt. 1787 waren zwei Walkmühlen beim Vorwerk. Eine Mühle muss danach wieder eingegangen sein, denn um 1800 ist nur noch von einer Mühle die Rede.
- Neue Mühle, Wassermühle, zu Neuendorf gehörig (heute Wohnplatz Brausebachmühle im Ortsteil Dossow, Stadt Wittstock, in der Schmettauschen Karte von 1767/87 als neue Mühle bezeichnet)
- Repente (heute ein Gemeindeteil der Stadt Rheinsberg). Das slawische Dorf Repente fiel nach 1304 wüst. 1525 ist es nur noch als wüste Feldmark bezeugt. 1699 wurde es vom Amt Goldbeck dem französischen Réfugié Jacques Garlin zur Nutzung überlassen, um hier ein Vorwerk einzurichten. 1752 wurden hier 3 Bauern und 2 Büdner angesetzt. Das Dorf war von 1283 bis nach 1304 im Besitz der Johanniter-Komturei Mirow. Anschließend (nach 1304) kam das Dorf oder schon die wüste Feldmark zur Burg Goldbeck und letztendlich auch zum Amt Goldbeck. 1725 wurde Repente wegen seiner entfernten Lage dem Amt Zechlin zugeteilt.
- Siebmannshorst (Kolonie). Die Kolonie, die anfänglich Buchhorst genannt wurde, war 1777 im Goldbecker Forst angelegt worden.
- Alte Walkmühle, Wassermühle, zu Friedrichsgüte gehörig (heute Wohnplatz Friedrichsgüter Mühle der Stadt Wittstock/Dosse). 1846 wurde neben der Kolonie Friedrichsgüte (wieder) eine Walkmühle angelegt.
- Zootzen (Dorf)

## Amtleute
- (1775) * 0000 Siebmann, Oberamtmann[4]
- (1798) [–] (1801) Pistor, Amtsrat[5][6]
- (1803) 0000 Freyer **, Oberamtmann[7]
- (1809) 0000 D. Freier, Oberamtmann[8]
- (1836) 0000 Freier (1840 v. Freier) v. Freier[9]
- 0000 [–] (1848) Carl Emil von Freier, Oberamtmann[10]
- (1848) 0000Friedrich Wilhelm von Freier, Domänenbeamter[10]
- ab 1. Juni 1855 Lehmann, Domänenbeamter[11]

## Belege

## Anmerkung
1. ↑  Nach Beck u. a.: Behörden und Institutionen, S. 209/210, und Schulze: Brandenburgische Ämter, S. 69, wurde das Amt Wittstock mit Sitz auf der Burg Wittstock im Jahre 1786 mit dem Amt Goldbeck vereinigt, der Amtssitz von der Burg Wittstock nach der Burg Goldbeck verlegt. Dies ist nicht ganz korrekt. Zeitgenössische Publikationen führen die Ämter Goldbeck und Wittstock auch nach 1786 weiterhin separat auf, so Bratring, Krug & Mützell, Ledebur, die Handbücher des Königlich Preußischen Hof und Staates und das Ortschaftsverzeichnis. Die beiden Ämter wurden nun zwar beide von der Burg Goldbeck aus verwaltet, jedoch weiterhin von verschiedenen Amtleuten als separate Ämter geführt. Nach dem Handbuch über den königlich preussischen Hof und Staat für das Jahr 1798 wurde das Amt Goldbeck vom Herrn Amtsrat Pistor verwaltet, das Amt Wittstock von Frau Pistor, Amtsrätin(!).

Koordinaten: 53° 8′ N, 12° 35′ O